# IMVDb
Nota: Não confundir com IMDb.
O Internet Music Video Database (também conhecido pelo acrônimo IMVDb; traduzindo para o português: Base de Dados de Vídeos Musicais na Internet) é um base de dados online de informação sobre vídeos de músicas, créditos, informações técnicas, e outros dados sobre videoclipes. O site foi fundado por Adam Fairholm e Doug Klinger, em outubro de 2012, atualmente pertencente à FilmedInsert, LLC.